# Дрис Джету
Идрис Джету или Идрис Жету (на арабски: إدريس جطو), познат извън Арабския свят с неправилното Дрис Джету / Жету, е виден марокански политик и стопански деятел.
Бил е министър-председател на Мароко в периода 2002 – 2007 г., преди това заема министерски постове: на търговията и промишлеността (1993 – 1995), на търговията, промишлеността и занаятчийството (1995 – 1997), на финансите, търговията, промишлеността и занаятчийството (1997 – 1998), после на вътрешните работи (2001 – 2002).

## Ранни години
Джету е роден в град Ел-Джадида, Мароко на 24 май 1945 г. Завършва средно образование в лицея El Khawarizmi в Казабланка през 1964 г.
Следва във Факултета по естествени науки на Рабатския университет „Мохаммед V“, където се дипломира като висшист по физика и химия през 1966 г. Получава диплома по фирмено управление от професионалния колеж Cordwainers College (днес London College of Fashion) в Лондон през 1968 г.

## Професионална кариера
Между 1968 и 1993 г. Джету заема ръководни длъжности в няколко марокански компании.
След този период председателства Мароканската федерация на производителите на кожа. Става член на Общата конфедерация на компаниите в Мароко и по-късно заместник-председател на Мароканската асоциация на износителите.

## Политическа кариера
Политическата кариера на Джету започва през 1993 г., когато крал Хасан II го назначава за министър на търговията и промишлеността, като заема поста до 1998 г. През 2001 г. за година става министър на вътрешните работи в кабинета на Абдерахман Юсефи.
Назначен е за министър-председател от крал Мохамед VI на 6 октомври 2002 г. Назначението му за премиер е критикувано, тъй като по онова време не е член на партия. Управлява с коалиция с парламентарно мнозинство, чиито основни партии са Социалистическият съюз на силите на прогреса и партия Истиклял. Към края на 2004 г. Джету сключва историческо споразумение за свободна търговия между Мароко и САЩ. По време на парламентарните избори от 2007 г. крал Мохамед VI обявява Абас ел-Фаси, лидер на партия Истиклял, за наследник на Джету като министър-председател.
През 2012 г. Джету е назначен от крал Мохамед VI за председател на Сметната палата в Мароко.